# جاك ماكبرايد
جاك ماكبرايد (بالإنجليزية: Jack McBride)‏ هو لاعب كرة قدم أمريكية أمريكي، (ولد في Conshohocken, Pennsylvania ‏ في الولايات المتحدة 1901 – أكتوبر 1966 م).

## وصلات خارجية
- جاك ماكبرايد على موقع مرجع كرة القدم المحترفة.كوم (الإنجليزية)